# Заронівська сільська рада
55°18′0.4″ пн. ш. 29°53′36.6″ сх. д. / 55.300111° пн. ш. 29.893500° сх. д.
Заро́нівська сільська́ ра́да (біл. Заро́наўскі сельсавет) — адміністративно-територіальна одиниця у складі Вітебського району, Вітебської області Білорусі. Адміністративний центр сільської ради — агромістечко Заронове.

## Розташування
Заронівська сільська рада розташована на півночі Білорусі, на сході Вітебської області, в північно-західному напрямку від обласного та районного центру Вітебськ, на північно-східному узбережжі озера Заронове.
Найбільша річка, яка протікає територією сільради, зі сходу на захід — Заронівка та її ліва притока Пестуниця (басейн Західної Двіни). Найбільші озера, які розташовані на її території — Заронове (3,61 км²) та Княжне (0,66 км²).

## Історія
Сільська рада була утворена 20 серпня 1924 року у складі Лосвідського району Вітебської округи (БРСР). 29 жовтня 1924 року район був перейменований у Кузнецовський. 26 березня 1927 року район був ліквідований, а сільрада приєднана до Вітебського району Вітебської округи. 26 липня 1930 року округа була ліквідована і рада у складі Вітебського району перейшла у пряме підпорядкування БРСР. 15 лютого 1931 район був ліквідований, сільрада передана в адміністративне підпорядкування Вітебської міської ради. 27 липня 1937 року сільрада передана до складу відновленого Вітебського району. З 20 лютого 1938 року, після утворення Вітебської області (15 січня 1938), разом із Вітебським районом, увійшла до її складу.

## Склад сільської ради
До складу Заронівської сільської ради входить 26 населених пунктів:
| - Заронове — агромістечко. - Білянки — село. - Бліни — село. - Борщівка — село. - Ворошили — село. - Грушевська — село. - Дейки — село. - Жигалове — село. - Іваново — село. - Ковальки — село. - Козли — село. - Кокори — село. - Мазанове — село. | - Машкіне — село. - Мирна — село. - Михалі — село. - Пестуниця — село. - Полойники — село. - Прокуди — село. - Симонівщина — село. - Степанкове — село. - Столбниця — село. - Субочи — село. - Суйкове — село. - Топорине — село. - Чопине — село. |